# Los Natas
Los Natas est un groupe de stoner rock argentin, originaire de Buenos Aires. Il est formé en 1994. Dans leurs derniers albums, ils s'éloignent du stoner rock en s'appuyant sur un son plus expérimental, qu'ils appellent free rock. La dernière formation du groupe comprend Walter Broide (batterie et chorale), Sergio Chotsourian (chant et guitare) et Gonzalo Villagra (basse), avant leur séparation en 2012.

## Biographie
Los Natas sont formés en 1994 à Buenos Aires, par Sergio Chotsourian (chant, guitare), Walter Broide (batterie, chœurs), Miguel Fernández (basse),un quatuor qui comprendra également le chanteur Diego Porras. 
En 1996, ils enregistrent leur premier album, Delmar, qui ne sera sorti et distribué que deux ans plus tard par le label américain Man's Ruin Records de San Francisco, soutenu par le propriétaire du label, Frank Kozic. Cependant, l'album qui leur ouvre la voie dans l'industrie musicale est Ciudad de Brahman, enregistré en 1999 aux États-Unis, et produit par Dale Crover (Nirvana, Melvins). Ce disque contient des chansons qui deviendront des classiques du groupe, comme Meteor 2028.
Le prochain album s'intitule Corsario negro, sorti en 2002 et produit par Billy Anderson, qui est caractérisé par une atmosphère sombre et lourde. Deux ans plus tard, ils sortent un double album, Toba Trance vol 1 y 2. 
Le 3 février 2012, ils annoncent leur séparation depuis Facebook.

## Discographie

### Albums studio
- 1998 : Delmar, Man's Ruin Records
- 1999 : Ciudad de Brahman (City of Brahman), Man's Ruin Records
- 1999 : Unreleased Dopes, Vinyl Magic 3 Records
- 2000 : Natas / Dragonauta Split CD, Icarus Records
- 2002 : Corsario Negro (Black Corsair), Small Stone Records
- 2003 : Bee Jesus - 2 CD, Oui Oui Records
- 2003 : Toba Trance, vol 1, Ektro Records
- 2004 : Toba Trance, vol. 2, Ektro Records
- 2004 : Munchen Sessions, double CD, Elektrohasch Schallplatten
- 2005 : München Sessions, Oui Oui Records
- 2006 : El Hombre Montaña (Mountain Man), Oui Oui Records
- 2007 : El Universo Perdido de Los Natas, 2 CD, Oui Oui Records (Argentine) et MeteorCity (États-Unis)
- 2008 : Solodolor/ Ararat, split 10" vinyle
- 2009 : El Nuevo Orden de La Libertad, Small Stone Records